# Sasser
Sasser foi um dos primeiros vírus que invadem o PC sem precisar que o usuário abra o email ou execute o arquivo. A contaminação dá-se pelo processo Exploit, que explora uma porta para rede, enviando uma série de códigos, que após provocar uma pane na CPU, transfere o comando para o código enviado, que puxa o vírus para dentro do PC, tomando conta do mesmo. O autor deste worm foi identificado e preso pela polícia da Alemanha, confessando sua culpa.

## Porta de invasão
O Sasser utiliza a porta do RPC do Windows para invadir o PC.